# ウミタケ
ウミタケ（海茸）、別名ウミタケガイ（海茸貝）は、オオノガイ目ニオガイ科に属する二枚貝の一種。浅い海の砂泥に棲む貝で、食用になる。

## 名称
和名では、標準種Barnea dilatataをタイワンウミタケとし、日本亜種Barnea dilatata japonicaをウミタケとして区別する場合がある。
シノニムに下記がある。
- Umitakea dilatata

韓国ではウジュルギ（우줄기 ）というが、水管の外観がウシの陰茎に似ることが語源となっている。他にイヌの陰茎によるケソッチョゲ（개솟조개 ）、ケソンマッ（개솟맛 ）や、肌に見立てたムルマッ（물맛 ）、ウルマッ（울맛 ）などの地方名がある。

## 分布
主に韓国、日本の有明海・瀬戸内海・房総半島以南、中国、台湾、フィリピンなどに分布し、潮間帯より下側や河口沖、干潟の最干潮線より下、水深5メートル以内の軟らかい泥地に生息する。日本では北海道でも発見例がある。中国では養殖実験が行われている。

## 特徴

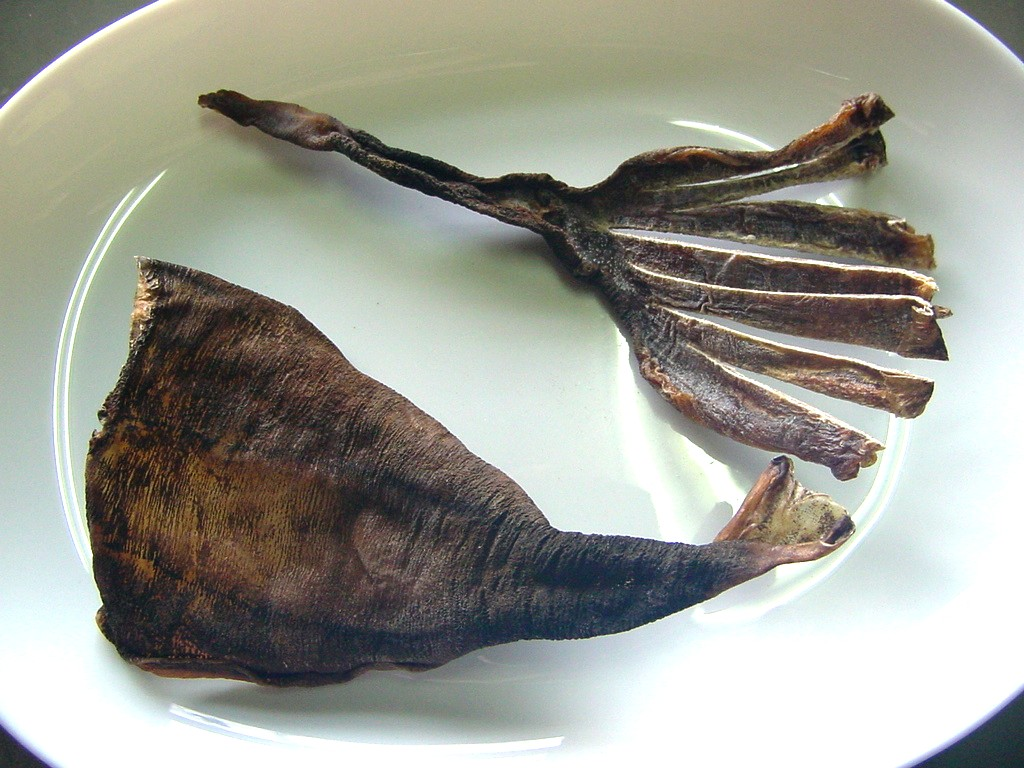
ウミタケの水管の干物と炙って切れ目を入れたもの

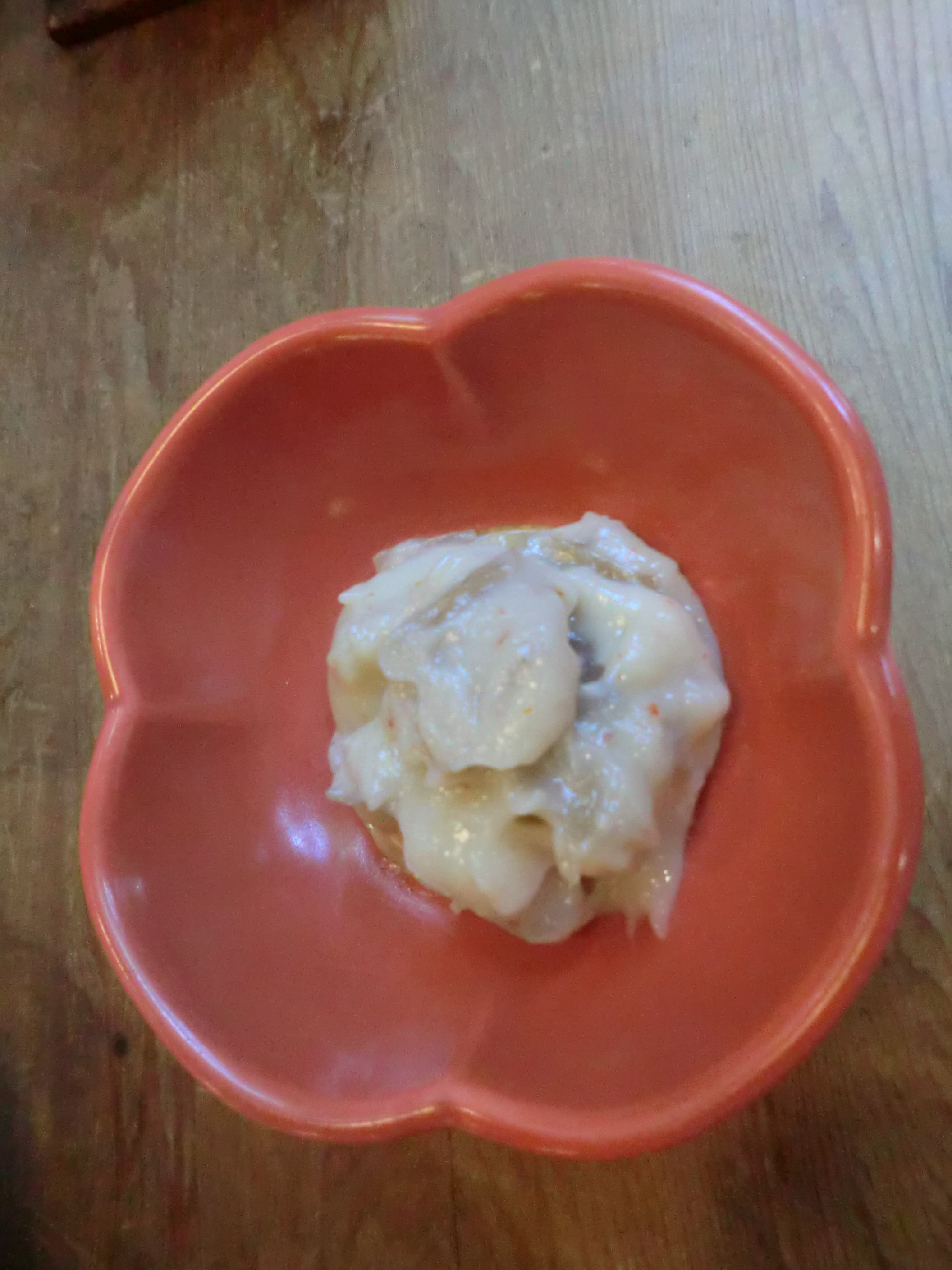
ウミタケの粕漬け

殻長8センチメートル程度、高さ5センチメートル程度の灰色の貝殻を持つが、殻長の3-4倍の長さがある褐色の水管の大半が常時露出している。象の鼻に例えられる太い水管が発達している点ではバカガイ科のミルクイやナミガイなどと共通しているが、同科ではない。貝殻は薄いため、力を加えると割れやすく、漁の途中で割れることが多い。

## 生態
寿命は1年から2年程度。泥底に潜って生活する。水管を伸ばして、海水とともにデトリタスやプランクトンを吸い込んで捕食する。
未受精卵は梨形または卵形をしており、水温26℃程度で受精が行われる。一つの貝の産卵量は1.2億粒程度。成長は比較的早く、1年で殻長7センチメートル程度になる。稚貝の生育に適した温度は15−30℃、塩度は15−25、pHは7.0−9.0とされる。

## 利用
食用に漁獲される。有明海では、長い棒の先に長さ40センチメートルほどの金具を十字形に付けたねじ棒を使い、金具に水管を引っかけて獲る漁法がある。
主に水管を食べる。日本では、新鮮なものを刺身、酢の物、酢みそ和えなどにしたり、炒め物や干物にしたりする。有明海周辺では水管を干物や粕漬けに加工して販売されている。干物の食味は干しするめに似るが、さらに濃厚で、若干臭みがある。
韓国では、鍋物などで食用にするほか、干物を日本にも輸出している。

## 同属種
主な同属種に下記がある。
- Barnea (Anchomasa) manilensis Philippi
- Barnea davidi
- Barnea candida